# Michael Landon
Michael Landon, pseudonimo di Eugene Maurice Orowitz (New York, 31 ottobre 1936 – Malibù, 1º luglio 1991), è stato un attore, regista, produttore televisivo e sceneggiatore statunitense di varie serie televisive degli anni settanta e ottanta per la NBC, noto per il ruolo di Little Joe nella serie western Bonanza e per quello di Charles Ingalls nella serie La casa nella prateria.

## Biografia
Nato a Forest Hills, nella zona del Queens, a Long Island, era il secondogenito di Eli Maurice Orowitz, attore ebreo-americano di teatro e di cinema, e di Kathleen Peggy Ignatius O'Neill, attrice e ballerina di teatro. Aveva una sorella maggiore, Evelyn, nata tre anni prima. La famiglia si trasferì nel New Jersey, a Collingswood, cinque anni dopo la nascita di Eugene. Negli anni successivi, la madre si ammalò di depressione, tentando più volte il suicidio, fatto che sconvolse Eugene per tutta l'infanzia e adolescenza. Mamma Peggy morirà per cause naturali nel 1982.
Alle scuole superiori il giovane Eugene si distinse in varie discipline atletiche. Ottenne vari primati sportivi, soprattutto nel lancio del giavellotto, vincendo il campionato 1953-1954 all'Università della California del Sud. Ma l'intensa attività atletica gli causò una degenerazione ai legamenti delle spalle, che gradualmente lo costrinse ad abbandonare lo sport. Decise quindi di seguire le orme dei genitori, comparendo nelle primissime trasmissioni televisive. Per dare una svolta decisiva cambiò anche il proprio nome, aprendo a caso l'elenco telefonico: il nome "Michael Landon" gli suonò bene.
Intorno alla fine degli anni cinquanta, fece le sue prime apparizioni nelle pellicole Telephone Time e The Mystery of Casper Hauser, poi nei film I Was a Teenage Werewolf (1957), Operazione segreta (1958) e Il piccolo campo (1958). Partecipò alla serie antologica Crossroads, e quindi fece altre apparizioni in The Sheriff of Cochise, Crusader, The Rifleman, Fight For The Title, The Adventures of Jim Bowie, Johnny Staccato, Wire Service, General Electric Theater, The Court of Last Resort, State Trooper, Tales of Wells Fargo, Tombstone Territory. Alla fine degli anni cinquanta, il giovane Landon era un attore già noto, almeno negli Stati Uniti.

### Bonanza

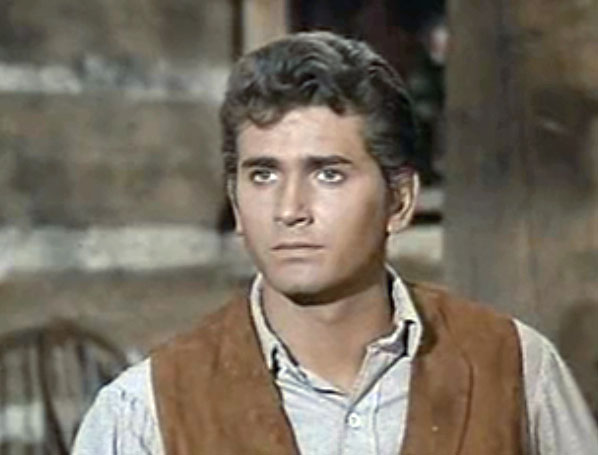
Michael Landon nel primo episodio della seconda stagione della serie televisiva Bonanza (1960)

Il 1959 fu un anno di grandi cambiamenti: suo padre Eli morì per un infarto, e il ventiduenne Landon fu chiamato dalla NBC nel cast di una nuova serie western, Bonanza, la prima a colori negli Stati Uniti, esportata poi in Europa nel 1964. Gli fu affidato il ruolo di Little Joe, figlio minore del clan dei Cartwright. Attore di grande professionalità, il suo talento gli fece acquistare sempre più stima in tutto l'ambiente dello spettacolo, tanto che gli venne successivamente affidata anche la scrittura degli episodi della serie, e a volte anche l'affiancamento alla regia. Dalla conclusione di Bonanza, che avvenne il 16 gennaio 1973, Landon mantenne una stretta amicizia professionale con il produttore Kent McCray e col regista William F. Claxton.

### La casa nella prateria

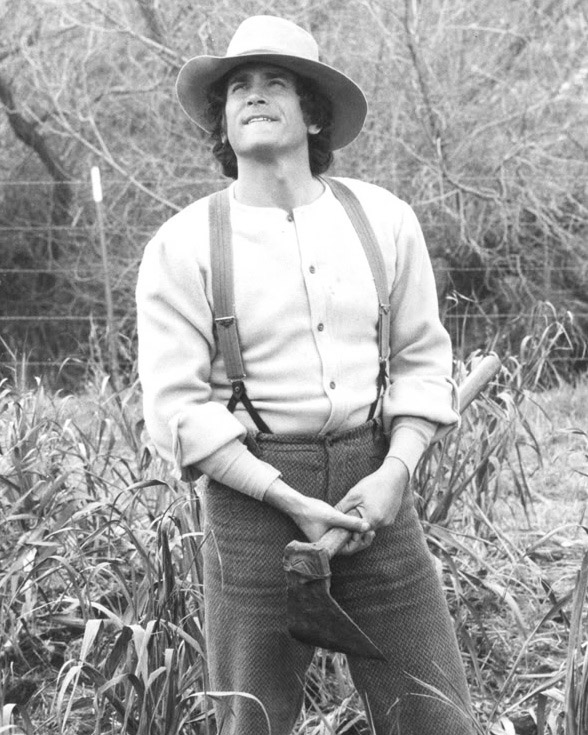
Michael Landon in La casa nella prateria (1974)

Nel 1974, Landon e i suoi collaboratori decisero di produrre alcune puntate pilota per la NBC, da un'idea del produttore Ed Friendly, basata sui racconti pionieristici di Little House, un'opera autobiografica della scrittrice Laura Ingalls Wilder.
La scrittrice, nei suoi romanzi (scritti tra il 1931 e il 1943) volle soprattutto raccontare le difficoltà dei primi statunitensi del XIX secolo, situati nelle varie aree del Wisconsin, Kansas, Dakota del Sud, ma soprattutto in un paesino del Minnesota chiamato Walnut Grove. Il paese esiste veramente, si trova nella Contea di Redwood, sebbene alcune puntate, nella finzione, furono ambientate anche nelle vicine cittadine di Sleepy Eye, Mankato, Springfield, Tipton, Vinton e Burr Oak (nel vicino Iowa), quindi nella capitale Minneapolis. Tuttavia, le vere riprese avvennero soprattutto presso gli Old Tucson Studios in Arizona, e in altri studios e ranch della California.
La puntata pilota narrava le vicende della famiglia Ingalls che, nel tentativo di emigrare in Kansas, fu costretta a proseguire per il Minnesota. Landon appose poche modifiche alla traccia originale.
Per scelta contrattuale, Landon interpretò egli stesso il ruolo del padre di Laura, Charles Ingalls, mentre il ruolo di Laura fu affidato a Melissa Gilbert, bambina scelta fra più di cinquecento provini. Sempre per contratto, Landon volle anche la produzione esecutiva della serie, più alcune regie al fianco di Claxton. Quella casa nella prateria spopolò sia negli Stati Uniti che in Europa, dove in Italia cambiò presto il titolo nel semplice La casa nella prateria.
Negli anni successivi, dal 1983 al 1985, Landon cominciò a dedicarsi alla co-produzione di film TV meno conosciuti, quali Padre Murphy e Sam's Son.

### Autostop per il cielo
Nel 1985 Landon produsse e interpretò la serie Autostop per il cielo, in cui recitò nel ruolo di Jonathan Smith, un angelo che aiuta la gente. Suo compagno e amico nella storia fu l'attore Victor French, già interprete dell'amico barbuto Isaiah Edwards in Quella casa nella prateria.
Negli ultimi anni, Landon scrisse e diresse anche la serie Where Pigeons Go to Die, che fu candidata all'Emmy Awards. Girò quindi ancora due puntate di un pilota, proprio nell'anno della sua morte.

### Morte

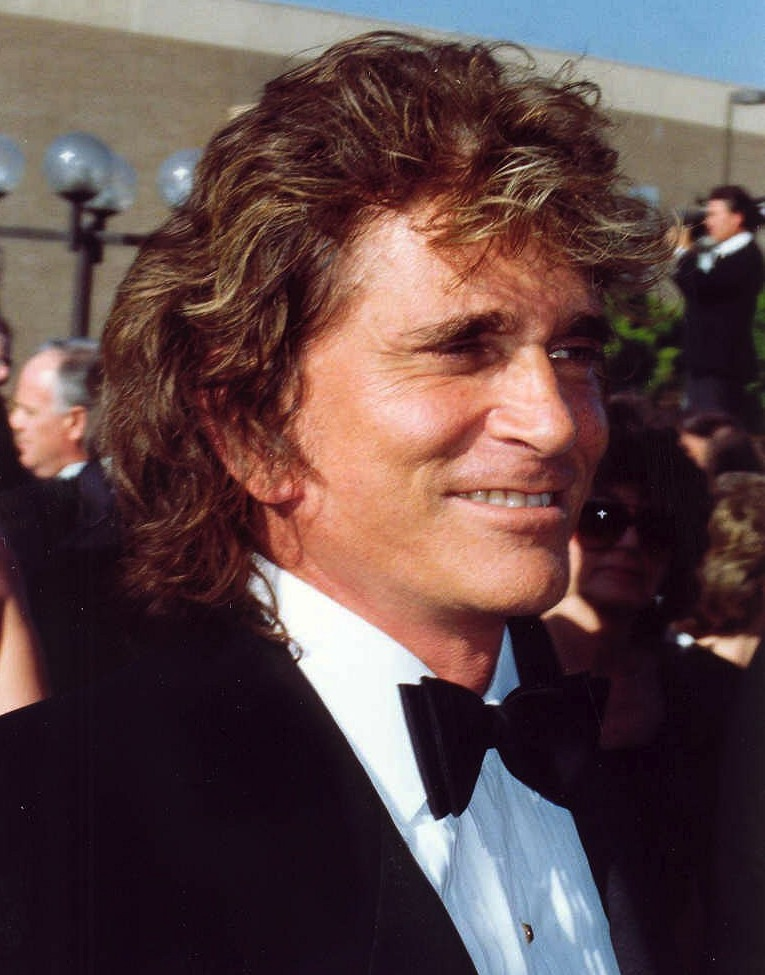
Michael Landon nel 1990

Nella puntata del 9 maggio 1991, Landon apparve in TV al Johnny Carson Show, dove dichiarò di essere malato di cancro al pancreas, per poi riconfermarlo all'intervista della E.T. TV. Sorridente e apparentemente sereno, apparve ancora sulla copertina di Life del giugno 1991, dove rilasciò l'ultima intervista. 
Morì il 1º luglio 1991 presso la sua villa a Malibù (California) a 54 anni. Dopo quattro giorni si svolsero i funerali e la sua salma fu sepolta nella tomba di famiglia all'Hillside Memorial Park and Mortuary a Culver City in California.

## Vita privata
Nel 1956 sposò Dodie Levy-Fraser, dalla quale divorziò nel 1962. Landon fece da patrigno al figlio di Dodie, Mark. La coppia adottò un bambino, Josh, nato nel 1960.
Dopo il divorzio, si risposò nel 1963 con Marjorie Lynn Noe. La donna aveva già una figlia, Cheryl Ann Pontrelli (nata nel 1953). Nonostante non potesse adottarla legalmente, Cheryl si riferì sempre a Landon come suo padre. Dall'unione con Marjorie nasceranno quattro figli: Leslie, Michael Landon Jr., Shawna Leigh (nata nel 1971) e Christopher. Il matrimonio finì nel 1982.
La terza e ultima moglie fu la giovane truccatrice italoamericana Cindy Clerico, che gli restò vicino fino alla morte. Conosciuta nel 1977 sul set della serie La casa nella prateria, Landon la sposò il giorno di San Valentino del 1983. Ebbero due figli: Jennifer e Sean Matthew (nato nel 1986).

## Filmografia parziale

### Attore regista e produttore

#### Cinema
- I Was a Teenage Werewolf, regia di Gene Fowler Jr. (1957)
- Maracaibo, regia di Cornel Wilde (1957)
- Operazione segreta (High School Confidential), regia di Jack Arnold (1958)
- Il piccolo campo (God's Little Acre), regia di Anthony Mann (1958)
- La leggenda di Tom Dooley (The Legend of Tom Dooley), regia di Ted Post (1959)
- Ritorno dall'inferno (Love Is Forever), regia di Hall Bartlett (1982)

#### Televisione
- Telephone Time – serie TV, episodi 1x05-2x24 (1956-1957)
- Crossroads – serie TV, episodi 1x17-2x03-2x22 (1956-1957)
- Crusader – serie TV, episodio 2x11 (1956)
- Wire Service – serie TV, episodio 1x12 (1956)
- The 20th Century-Fox Hour – serie TV, episodio 2x08 (1957)
- General Electric Theater – serie TV, episodio 5x27 (1957)
- The Court of Last Resort – serie TV, episodio 1x03 (1957)
- The Texan – serie TV, episodio 1x08 (1958)
- Goodyear Theatre – serie TV, episodio 1x15 (1958)
- Ricercato vivo o morto (Wanted: Dead or Alive) – serie TV, episodi 1x01-1x27 (1958-1959)
- Westinghouse Desilu Playhouse – serie TV, episodio 1x13 (1959)
- Johnny Staccato – serie TV, episodio 1x01 (1959)
- Bonanza – serie TV, 427 episodi (1959-1973)
- La casa nella prateria (Little House on the Prairie) – serie TV, 187 episodi (1974-1983)
- The Loneliest Runner, regia di Michael Landon – film TV (1976)
- Autostop per il cielo (Highway to Heaven) – serie TV, 111 episodi (1984-1989)
- La casa dei piccioni viaggiatori (Where Pigeons Go to Die), regia di Michael Landon – film TV (1990)

### Regista
- Bonanza – serie TV, 14 episodi (1968-1973)
- La casa nella prateria (Little House on the Prairie) – serie TV, 89 episodi (1974-1983)
- The Loneliest Runner – film TV (1976)
- I ragazzi di padre Murphy (Father Murphy) – serie TV, 2 episodi (1981)
- Sam's Son – film (1984)
- Autostop per il cielo (Highway to Heaven) – serie TV, 94 episodi (1984-1989)
- La casa dei piccioni viaggiatori (Where Pigeons Go to Die) – film TV (1990)
- Us – film TV (1991)

### Altro su Michael Landon
- Michael Landon: Memories with Laughter and Love, regia di Michael Landon Jr. – documentario (1991)
- Michael Landon, the Father I Knew, regia di Michael Landon Jr. – film TV (1999)

## Riconoscimenti
- Bambi Awards – vinto (1969)
- Golden Globe – nomination (1979)[4]
- Spur Award (Western Writers of America) – vinto (1980)[5]
- Golden Boot Awards – vinto (1984)[6]
- Star on the Walk of Fame (1984)[7]

## Doppiatori italiani
Nelle versioni in italiano delle opere in cui ha recitato, Michael Landon è stato doppiato da:
- Massimo Turci in Maracaibo, Il piccolo campo, La leggenda di Tom Dooley
- Vittorio Di Prima in La casa nella prateria (2ª edizione), Autostop per il cielo
- Gino La Monica in Bonanza (2ª parte degli episodi)
- Roberto Del Giudice in Bonanza (3ª parte degli episodi)
- Gigi Pirarba in La casa nella prateria (1ª edizione)
- Luca Ward in La casa nella prateria (episodio pilota)